# Kadıköy, Yalova
Kadıköy là một thị trấn thuộc huyện Yalova, tỉnh Yalova, Thổ Nhĩ Kỳ. Dân số thời điểm năm 2010 là 5.589 người.